# Marpissa mirabilis
Marpissa mirabilis là một loài nhện trong họ Salticidae.
Loài này thuộc chi Marpissa. Marpissa mirabilis được Butt & Beg miêu tả năm 2000.